# Samuel Louis Kaplan

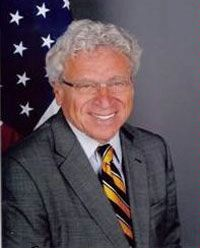
Samuel Louis Kaplan

Samuel Louis Kaplan (* 3. Juni 1936 in Saint Paul, Minnesota) ist ein US-amerikanischer Diplomat und seit 2009 Botschafter der Vereinigten Staaten bei König Mohammed VI. von Marokko.

## Leben
Kaplan studierte Rechtswissenschaften an der University of Minnesota. Er ist Mitglied in den Verbindungen Order of the Coif, Phi Delta Phi und Beta Gamma Sigma. 1960 erwarb er den Bachelor of Business Administration. Seine Rechtsanwaltszulassung erhielt er im selben jahr. Kaplan war von 1958 bis 1959 Mitherausgeber und von 1959 bis 1960 Präsident der Minnesota Law Review. Von 1960 bis 1963 war er Tutor. 1974 war Kaplan Dozent an der Law School der University of Minnesota. 1978 gründete er mit Sheldon Kaplan, Ralph Strangis und Harvey F. Kaplan ein Rechtsanwaltsunternehmen in Minnesota, die Kaplan Strangis & Kaplan Public Attorney. Er ist Mitglied der Standesvereinigung der Rechtsanwälte im Hennepin County und der Minnesota State Bar Association.
Nach Angaben des Center for Responsive Politics hat Kaplan für den Wahlkampf von Barack Obama zwischen 100.000 und 200.000 US-Dollar für die Minnesota Democratic-Farmer-Labor Party gesammelt. Am 19. Juni 2009 äußerte Obama seine Absicht, Kaplan als Botschafter in das Königreich Marokko zu entsenden. Am 4. August 2009 wurde Kaplan als Nachfolger von Thomas T. Riley vereidigt. Barack Obama hatte bei seiner Rede am 4. Juni 2009 in Kairo angemerkt, dass Sultan Yazid von Marokko 1787 die erste Regierung war, welche die Regierung der USA anerkannte, worauf Kaplan in seiner Vorstellung vor dem Senat der Vereinigten Staaten hinwies.